# Al-Kamil

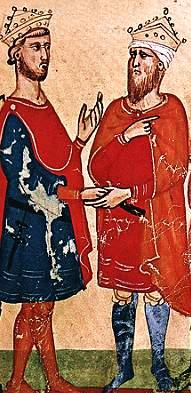
Kaiser Friedrich II. (links) trifft Sultan al-Kamil (1229)

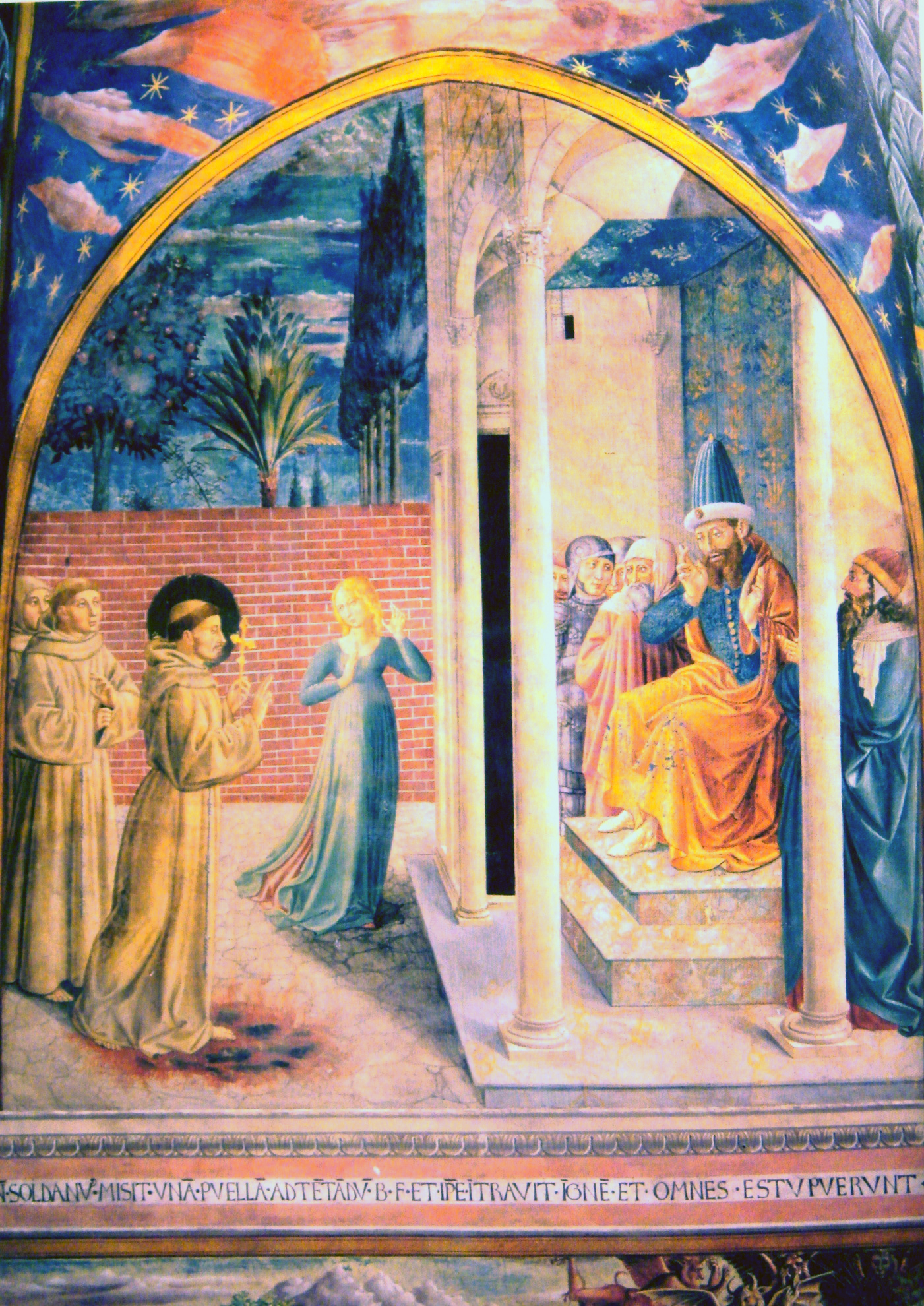
Der heilige Franz von Assisi versucht Sultan al-Kamil zu bekehren. Darstellung aus dem 15. Jahrhundert.

ِِِAl-Malik al-Kamil Muhammad (arabisch ناصر الدين محمد بن العادل أبو بكر أحمد, DMG Nāṣir ad-Dīn Muḥammad ibn al-ʿĀdil Abū Bakr Aḥmad ‚Nasser ad-Din Muhammad, Sohn von al-Adil Abu Bakr Ahmad‘ mit dem Titel arabisch الملك الكامل, DMG al-Malik al-Kāmil ‚der vollkommene Herrscher‘; * um 1176 oder 1180 in Ägypten; † 6. März 1238 in Damaskus) war der fünfte Sultan der Ayyubiden in Ägypten (1218–1238). Er gilt als einer der bedeutendsten mittelalterlichen islamischen Herrscher des Orients nach seinem Onkel Saladin.

## Leben

### Frühe Jahre und Kreuzzug von Damiette
Nach dem Tod seines Vaters al-Malik al-Adil I., der aus den Machtkämpfen nach Saladins Tod als Sieger hervorgegangen war und sich selbst 1200 zum Sultan erhoben hatte, trat al-Kamil dessen Nachfolge in Ägypten an. Die Regierung in Syrien und Obermesopotamien (Dschazīra) war seinen Brüdern al-Muʿazzam bzw. al-Aschraf zugefallen.
Zunächst musste sich al-Kamil mit den Kreuzfahrern auseinandersetzen, die noch zu Lebzeiten seines Vaters in Ägypten gelandet waren (siehe Kreuzzug von Damiette). Nachdem diese im November 1219 die Festung Damiette erobert hatten, bot al-Kamil den Kreuzfahrern Verhandlungen an, die aber vom päpstlichen Legaten Pelagius von Albano und den italienischen Seerepubliken abgelehnt wurden. Vor allem Venedig, Pisa und Genua erhofften sich nach einem Sieg der Kreuzfahrer die Ausweitung ihres Einflusses in Ägypten. Als die Kreuzfahrer 1221 nach Kairo vorstießen, wurden sie von den vereinigten Ayyubiden bei al-Mansura vernichtend geschlagen und mussten sich aus Ägypten zurückziehen.
Während des Kreuzzuges begegnete al-Kamil Franz von Assisi, der sich ins Lager des Sultans führen ließ, um diesem das Evangelium zu predigen und ihn zum Christentum zu bekehren. Der Sultan war von dieser Begegnung tief beeindruckt und schenkte Franziskus ein Signalhorn als Dank, doch dieser konnte ihn nicht dazu bewegen, den christlichen Glauben anzunehmen.

### Kaiser FriedrichII. im Heiligen Land
Allerdings wurde das Ayyubidenreich bald erneut bedroht, als Kaiser Friedrich II. zum Kreuzzug (1228–1229) aufbrach. Da al-Kamil vor allem um die Ausweitung seiner Macht in Syrien bemüht war, trat er frühzeitig in Verhandlungen mit Friedrich. Dessen diplomatisches Geschick sowie seine große Sympathie zu Islam und orientalischer Welt hatten großen Anteil daran, dass am 18. Februar 1229 der Frieden von Jaffa auf zehn Jahre geschlossen wurde. In diesem wurde ein Großteil Jerusalems an das Königreich Jerusalem abgetreten, dessen Souveränität damit durch den Ayyubiden-Herrscher bestätigt wurde. Die Stadt durfte von den Kreuzfahrern allerdings nicht befestigt werden. Nach diesem weltgeschichtlich einmalig dastehenden Friedensvertrag in der Geschichte zwischen Orient und Okzident kam es zur Intensivierung des materiellen und kulturellen Austausches mit Europa. Innenpolitisch wurde der Vertrag von arabischer und von christlicher Seite hingegen sehr verurteilt, da man keinerlei Erfolg für eine der beiden Seiten darin sah und die damalige Kreuzzugsgeschichte noch keinen Kreuzzug ohne Blutvergießen kannte.

### Letzte Jahre
Nach diesem Friedensschluss und dem Tod seines Bruders al-Muazzam im Jahr 1228 eroberte al-Kamil zusammen mit seinem Bruder al-Aschraf Damaskus und das Reich wurde zwischen beiden aufgeteilt. Während al-Aschraf neben Obermesopotamien nun auch das zentrale Syrien erhielt, kontrollierte al-Kamil neben Ägypten auch Palästina und Nordsyrien und konnte das Reich der Ayyubiden weiter ausdehnen. Nachdem er im Verbund mit den Rum-Seldschuken die Choresmier besiegt hatte (1230), scheiterte allerdings ein Feldzug nach Anatolien (1234).
Zunehmend wuchs auch der Widerstand der hinter al-Aschraf versammelten ayyubidischen Führungsschicht gegen die Zentralisierungspolitik al-Kamils. Als dieser 1235 nach Kairo zurückkehrte, waren fast alle ayyubidischen Sultane und Familienangehörigen gegen ihn. Zwar gelang ihm nach al-Aschrafs Tod (1237) zuletzt noch die Eroberung von Damaskus (1238) und die Entmachtung des jüngsten Bruders as-Salih, womit das Ayyubidenreich formal wieder geeint war, jedoch starb al-Kamil am 6. März 1238, sodass er die Organisation eines wirklichen Zentralstaates nicht verwirklichen konnte und das Reich gleich wieder auseinanderbrach. Nachfolger al-Kamils in Kairo wurde sein 18-jähriger Sohn al-Adil II.

## Familie
Al-Kamil war Besitzer der Sängersklavin ʿAdschība, die auch seine Konkubine war. Er hatte mindestens drei Söhne und drei Töchter:
- al-Mas'ud Yusuf († 1229), Gouverneur des Jemens
- al-Adil II. († 1248), 1238–1240 Sultan von Ägypten
- as-Salih Ayyub († 1249), 1238–1239 und 1245–1249 Sultan von Damaskus, 1240–1249 Sultan von Ägypten
- Fatima Khatun, ⚭ 1231 al-Aziz Muhammad, Emir von Aleppo
- Ghazia Khatun, ⚭ 1229 al-Muzaffar Mahmud, Emir von Hamah
- Aschwara († nach 1237)

## Anekdoten
Der Historiker Ibn Fadlallah al-Umari (1301–1349) berichtet in seinem Hauptwerk Masālik al-abṣār fī mamālik al-amṣār, dass Sultan al-Kamil einst von einem seiner Qadis wegen seiner ausgiebigen Trinkgelage kritisiert wurde, wobei der Qadi erwähnte, dass al-Kamils Sohn noch betrunkener umhergehe als al-Kamils Konkubine ʿAdschība.